# Kristalomancija
Kristalomancija ili kristalomantija je metoda proricanja sudbine i događaja uz pomoć kristala. U tu svrhu obično se koriste kristalne kugle, zdjele s vodom, ogledala ili slični predmeti u kojima se odražavaju oblici. Prema vjerovanju, osoba koja proriče u stanju je transa dok stupa u kontakt s duhovima ili demonima koji joj prenose poruke.
S obzirom na medij postoje tri podvrste kristalomancije:
1. Katoptromancija - divinacijska metoda gledanja u magijsko ogledalo.
2. Kristalomantija u užem smislu - proricateljska metoda gledanja u kristalnu kuglu.
3. Hidromancija - divinacijska metoda gledanja u mirnu površinu vode.

## Povijest
Prva poznata magijska ogledala potječu iz Male Azije još iz 7. tisućljeću pr. Kr., a izrađivana su od poliranog opsidijana, prirodnog stakla vulkanskog podrijetla. Zabilježeno je da su se stari Grci, Rimljani i Perzijanci bavili kristalomancijom. Tako se spominje da su tesalske vještice poučile Pitagoru (o.582. – 496. pr. Kr.) kako da gata iz ogledala okrenutog prema Mjesecu. Egipćani su se također bavili ovom vještinom proricanjem, no oni su većinom gatali gledajući u tintu, krv i druge tamne tekućine.
U srednjem vijeku prakticirala se uporaba ogledala, kristalnih kugli i tamnih kotlova s vodom. Njemački okultist Agrippa (1486. – 1535.) i francuski proricatelj Nostradamus (1503. – 1566.) dobivali su svoje viozije gledajući u ogledalo ili površinu vode, dok se engleski okultist John Dee (1527. – 1608.) koristio kristalnim jajetom i komadićima opsidijana.